# اسید مدرونیک
اسید مدرونیک (به انگلیسی: Medronic acid) یک ترکیب شیمیایی با شناسه پاب‌کم ۱۶۱۲۴ است. 
اسید مدرونیک از نوع اسیدهای آلی است که دارای یک گروه کربوکسیل (-COOH) در ساختارش می‌باشد. این اسید از اهمیت بالایی در شیمی و شیمی آلی برخوردار است و در مختلف حوزه‌های علمی و صنعتی استفاده می‌شود. اسید مدرونیک در طبیعت نیز به صورت طبیعی در میوه‌ها مانند لیمو، پرتقال و تمشک و همچنین در برخی از میکروب‌ها و باکتری‌ها یافت می‌شود.
این اسید به دلیل ویژگی‌های شیمیایی خود مانند اسیدیته و خواص حل کنندگی، در تهیه محصولات آرایشی و بهداشتی، در صنعت خوراکی، در تولید داروها و در شیمی آلی تجاری به کار می‌رود. همچنین، اسید مدرونیک در آزمایشگاه‌های شیمیایی به عنوان یک ماده شیمیایی مورد استفاده قرار می‌گیرد.